# Treuenbrietzen
Treuenbrietzen ist eine Kleinstadt im Landkreis Potsdam-Mittelmark im Südwesten des Landes Brandenburg im Fläming. Sie ist Mitglied der Arbeitsgemeinschaft „Städte mit historischen Stadtkernen“ des Landes Brandenburg.

## Geografie
Treuenbrietzen (bis ins 14. Jahrhundert nur Britzen beziehungsweise Vritzen, dann erhielt die Stadt den Beinamen Treuen, da die Bürger den falschen Woldemar nicht in die Stadt ließen + vermutlich slaw. „brez-“ „Birk(en)-“ oder aber siehe unter „Geschichte“) liegt an der Nieplitz zwischen dem Fläming im Südwesten und dem Glogau-Baruther Urstromtal im Norden. In der Stadt kreuzten sich der alte Handelsweg von Berlin nach Leipzig und der möglicherweise noch bedeutendere von Magdeburg über Jüterbog nach Osten und Südosten. Es liegt 17 km südwestlich von Beelitz, 23 km westlich von Luckenwalde, 21 km nordwestlich von Jüterbog, 32 km nordöstlich von Wittenberg und 20 km östlich von Bad Belzig.
Nach der Gebietsreform 2003 in Brandenburg umfasst Treuenbrietzen ein Gebiet von 211 km². Damit zählt es zu den 100 flächenmäßig größten Gemeinden in Deutschland.

## Stadtgliederung
Die Stadt Treuenbrietzen gliedert sich nach ihrer Hauptsatzung wie folgt:
- Stadtgebiet Treuenbrietzen mit den Gemeindeteilen Lüdendorf und Tiefenbrunnen

Ortsteile:
| - Bardenitz mit den Gemeindeteilen Klausdorf und Pechüle - Brachwitz - Dietersdorf - Feldheim mit dem Gemeindeteil Schwabeck - Frohnsdorf - Lobbese mit den Gemeindeteilen Pflügkuff und Zeuden | - Lühsdorf - Marzahna mit dem Gemeindeteil Schmögelsdorf - Niebel - Niebelhorst - Rietz mit den Gemeindeteilen Neu-Rietz, Rietz-Ausbau und Rietz-Bucht |

Hinzu kommen die Wohnplätze Berliner Siedlung, Schwabeck Gasthof und Treuenbrietzen Süd.

## Geschichte

### Von der Gründung bis zum 19. Jahrhundert

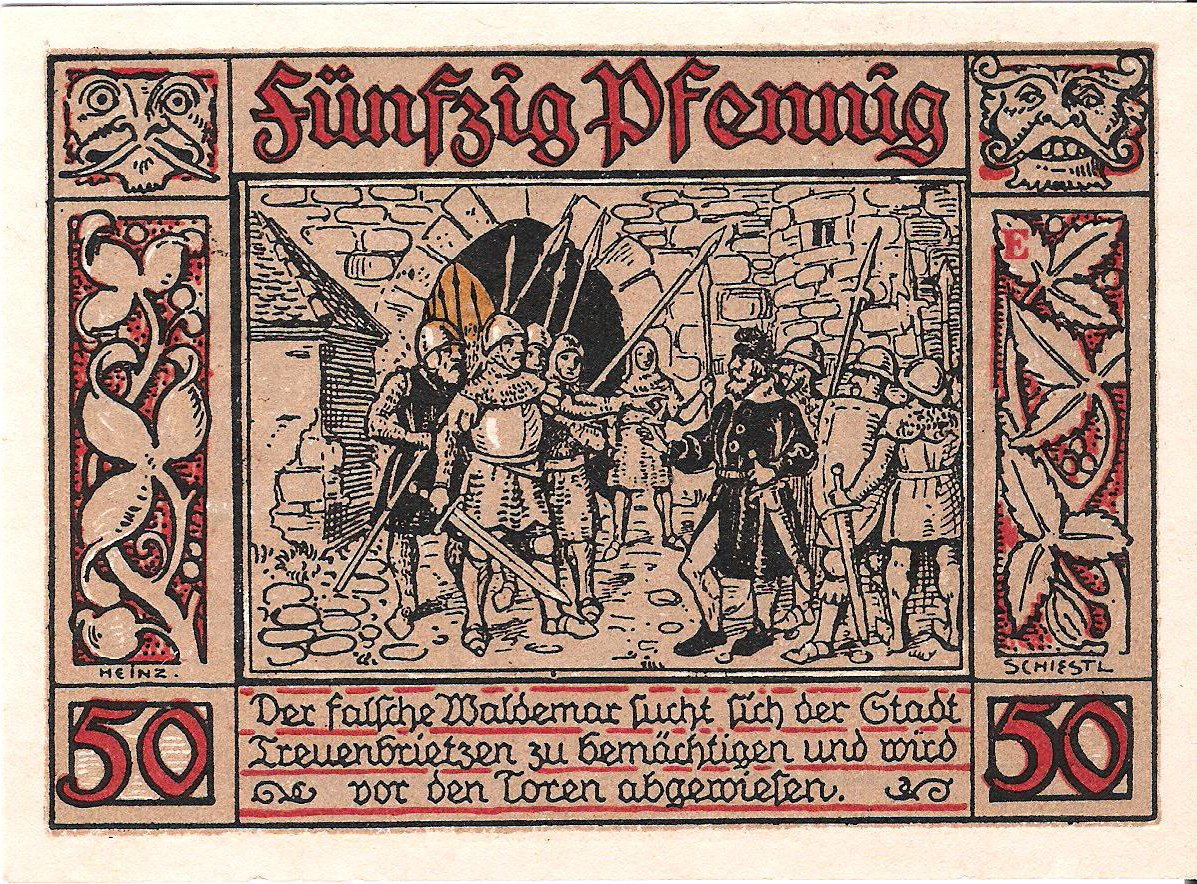
Notgeldschein 1921: „Der falsche Waldemar sucht sich der Stadt Treuenbrietzen zu bemächtigen und wird vor den Toren abgewiesen.“

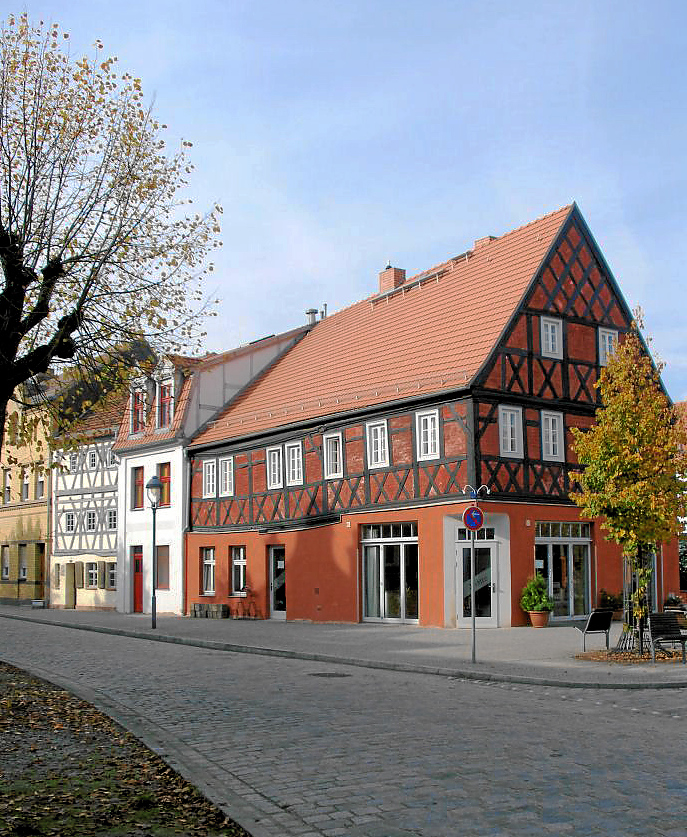
Historischer Stadtkern

Treuenbrietzen ist aus einer erstmals 1208 nachgewiesenen Burg der Askanier hervorgegangen, deren Vorgänger ein slawischer Burgwall war. 1290 wird es als civitas genannt, 1300 war der Marktflecken von einer Stadtmauer umgeben. Um 1301 erwarb der Rat der Stadt die Obergerichte. 1348 und 1349 blieb die Stadt in der Zeit des Auftretens des falschen Woldemars den Wittelsbachern treu. Hieraus wird auch der Name der Stadt erklärt. Der Name wird in einer Informationsbroschüre der Stadt aus der Anrede „die treuen Bürger von Britzen“ hergeleitet und soll an die Treue der Bürger zu ihrem Landesherrn erinnern. Um die beiden Kirchen St. Marien und St. Nikolai entstanden Wohnhäuser, die Ende des 13. Jahrhunderts bis Anfang des 14. Jahrhunderts durch eine Stadtmauer mit drei Toren umschlossen wurden. Aus dieser Zeit stammt auch der ovale Grundriss mit einer gleichmäßigen Rasterung der Straßen sowie dem Ost-West-Verlauf der Hauptverkehrsstraße.

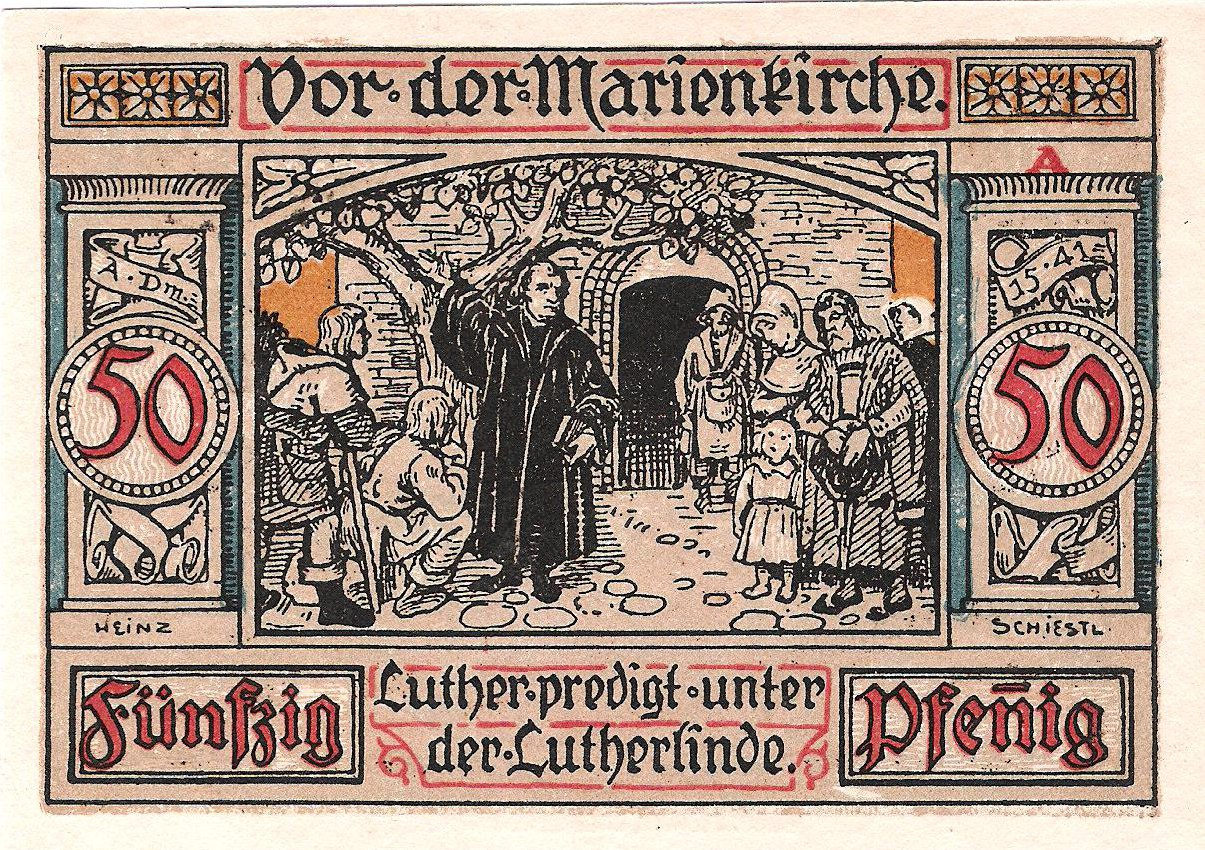
Notgeldschein 1921: „Vor der Marienkirche – Luther predigt unter der Lutherlinde“

Die Reformation ist für 1537 nachgewiesen. Martin Luther kam zur Verkündung seiner Thesen in die Stadt und wurde am Zugang zur Marienkirche gehindert. Daher wählte er eine Linde vor der Kirche, die noch heute steht und als Lutherlinde bekannt wurde. Im Dreißigjährigen Krieg wurde ein Großteil der mittelalterlichen Bausubstanz zerstört. Die Bürger der Stadt bauten auf den Grundmauern der Ruinen größtenteils Dielenhäuser auf.
Einen wirtschaftlichen Aufschwung erfuhr die Stadt durch die Ansiedlung einer Garnison im 17. Jahrhundert, die 1877 nach Wittenberg verlegt wurde. Wirtschaftlich war Treuenbrietzen durch seine Brauerei, den Weinanbau, das Töpferhandwerk und die Landwirtschaft geprägt. Im 18. Jahrhundert kamen Tuchmacherei und Leineweberei hinzu, woraus 1832 mehrere Textilfabriken hervorgingen, die bis zum Ende des 19. Jahrhunderts existierten.
Der preußische König Friedrich der Große war mehrfach für jeweils kurze Zeit in Treuenbrietzen, so mindestens in den Jahren 1730, 1740 und 1744. Dabei ging es neben militärischen Zwecken auch darum, die Seidenraupenzucht zu fördern.
Der heutige Gemeindeteil Pechüle wurde 1225 erstmals urkundlich als Pechule erwähnt. Der Name leitet sich von einem Personennamen oder vom nahegelegenen See ab.
Treuenbrietzen war bis 1849 Sitz des Königlichen Stadtgerichts Treuenbrietzen. Ab 1849 bestand das Kreisgericht Jüterbog. Für dieses war in Treuenbrietzen eine Zweigstelle (Gerichtsdeputation) eingerichtet. Von 1879 bis 1952 bestand das Amtsgericht Treuenbrietzen.

### Seit dem 20. Jahrhundert
1902 wurde die Stadt an die Eisenbahnstrecke Belzig–Jüterbog angeschlossen, 1904 kam eine Bahnverbindung nach Beelitz hinzu. Bekannt wurde Treuenbrietzen auch als einer der ersten deutschen Orte, in denen Tuberkulosekrankenhäuser eingerichtet wurden; dies geschah 1927. Nach vielen Veränderungen, Umbauten und wechselnden Verwendungen (u. a. als Lazarett) entstand daraus das heutige Johanniter-Krankenhaus, zu dem auch eine Klinik für Pneumologie gehört.

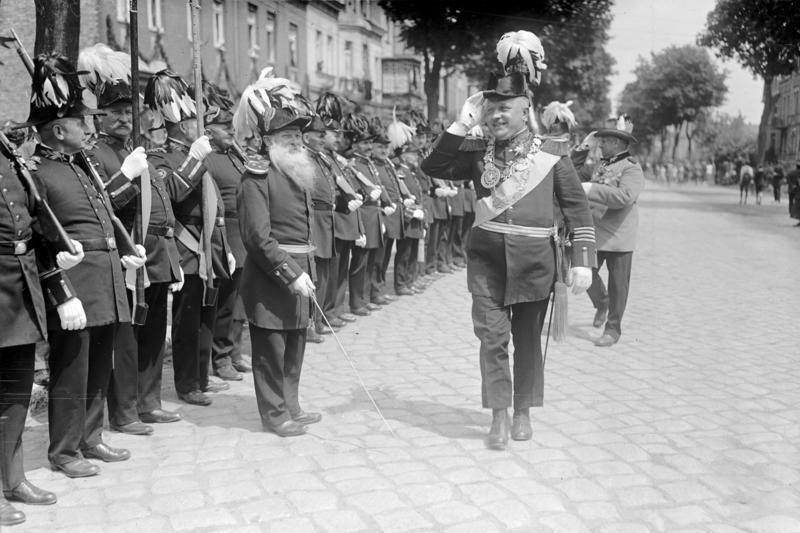
Treuenbrietzener Schützen (1924)

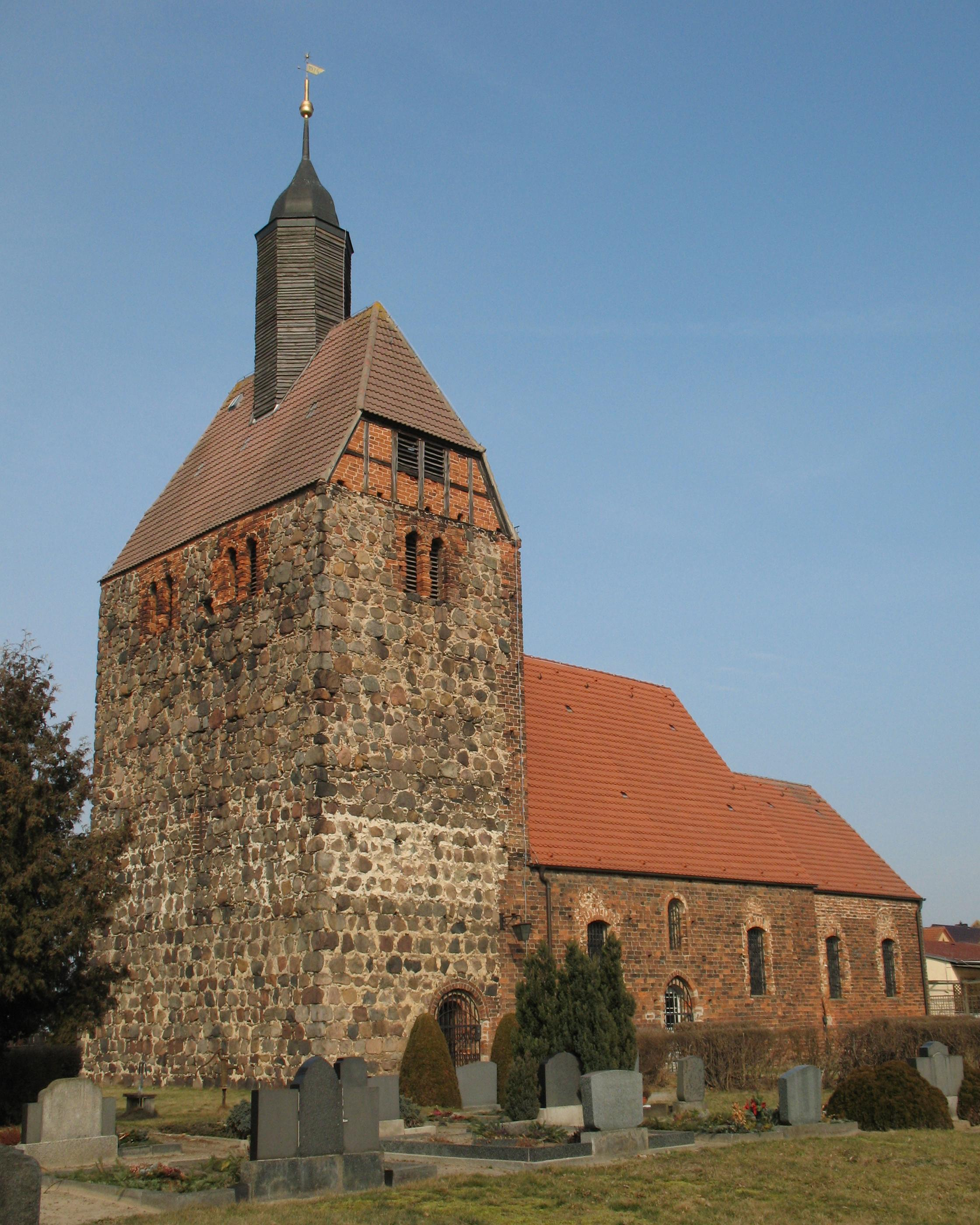
Kirche in Pechüle

Während der Zeit des Nationalsozialismus gab es in Treuenbrietzen und Umgebung drei Rüstungsfabriken, in denen Häftlinge aus dem KZ Sachsenhausen und Kriegsgefangene zur Arbeit gezwungen wurden: das Werk Sebaldushof („Werk A“), die Munitionsfabrik Werk Selterhof („Werk S“) und das Werk Dr. Kroeber & Sohn. In einem zentralen Lager südlich des Selterhofs waren 1943 2443 Kriegsgefangene untergebracht. 1945 wurden kurz vor dem Einmarsch der Roten Armee 127 italienische Kriegsgefangene von der Wehrmacht ermordet. Im Ortsteil Rietz wurden drei Zwangsarbeiter von einem Wehrmachtskommando erschossen, woran seit 1975 eine Gedenktafel an einer Scheune an der Rietzer Dorfstraße erinnert.
Zum Ende des Zweiten Weltkrieges war das Gebiet um die Stadt stark umkämpft und erlangte durch die Massaker von Treuenbrietzen traurige Berühmtheit. Die Rote Armee erschoss in den letzten April- und ersten Maitagen im Wald zwischen 30 und 166 Zivilisten, vorrangig männlichen Geschlechts. In den letzten Apriltagen 1945 besetzte die Rote Armee Treuenbrietzen, musste sich nach zwölf Stunden aber wieder zurückziehen und konnte bei einer zweiten Offensive die deutsche Wehrmacht endgültig vertreiben. An den Kämpfen waren auch US-Luftstreitkräfte beteiligt; sie warfen Bomben ab.
Nach 1945 waren wirtschaftlich ein Teilbetrieb des Geräte-Regler-Werkes (GRW) Teltow sowie das Fahrzeugwerk Treuenbrietzen mit der Produktion von Sattelaufliegern für W50-Zugmaschinen aus Ludwigsfelde von Bedeutung. Die Landwirtschaft war unter anderem durch spezialisierte Rinderzucht geprägt.
Treuenbrietzen ist eine von 31 Städten, die von der Arbeitsgemeinschaft „Städte mit historischen Stadtkernen“ des Landes Brandenburg präsentiert werden und deren alter Stadtkern mit Stadtmauer, Türmen und historischen Gebäuden weitgehend geschlossen erhalten ist. Von 2008 bis 2018 führte der Bürgermeister Treuenbrietzens den Vorsitz dieser landesweiten Arbeitsgemeinschaft.

### Eingemeindungen

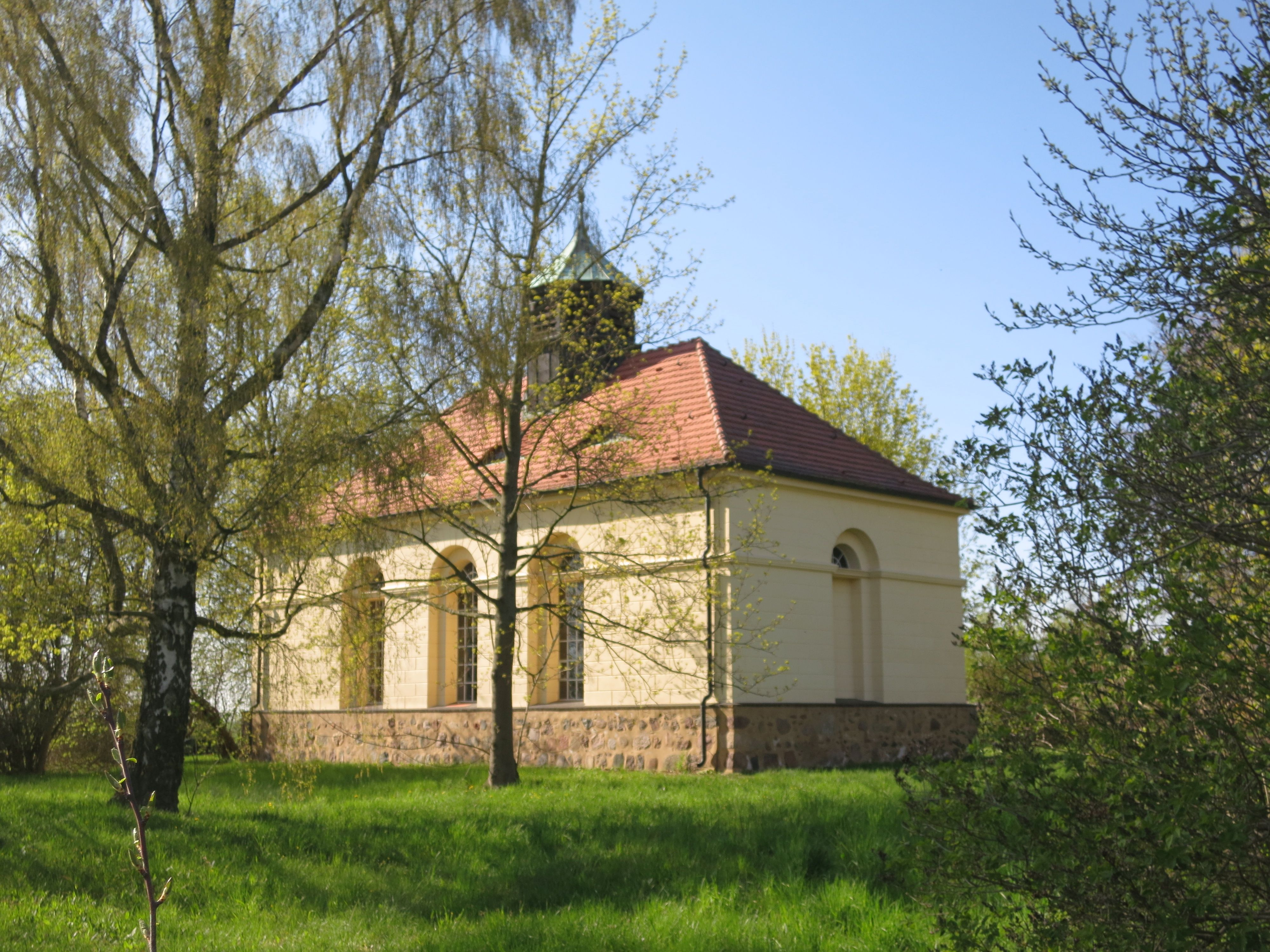
Kirche in Feldheim

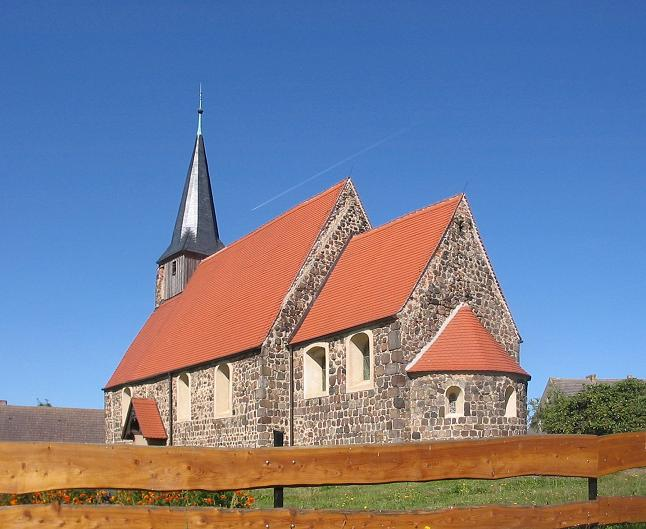
Feldsteinkirche in Lobbese

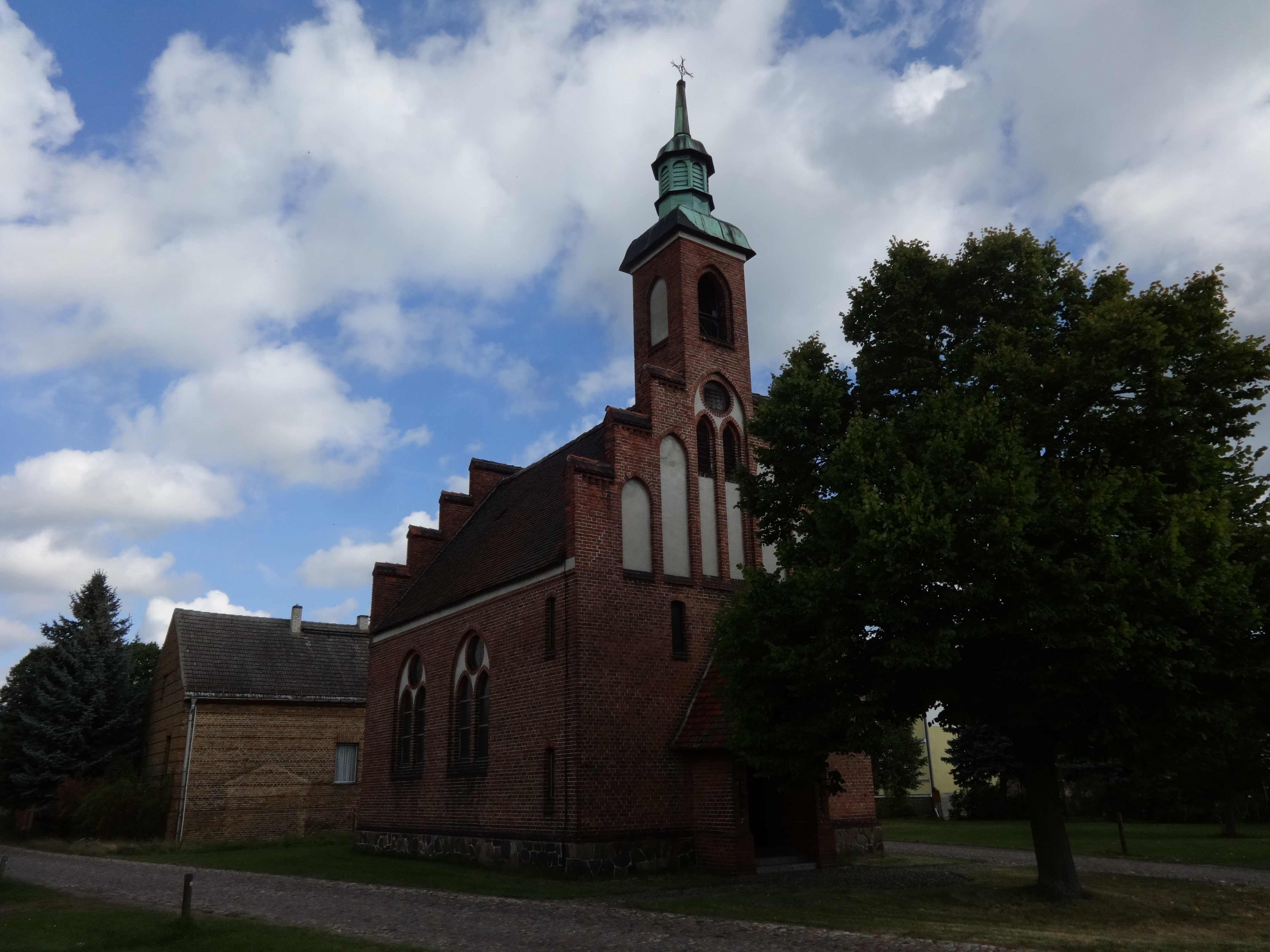
Kirche in Lühsdorf

Im Jahr 1972 wurde Lüdendorf eingemeindet. Sieben Gemeinden kamen im Jahr 2002 hinzu. Drei weitere Gemeinden gehören seit 2003 zu Treuenbrietzen.
| Ehemalige Gemeinde | Datum             | Anmerkung                    |
| ------------------ | ----------------- | ---------------------------- |
| Bardenitz          | 31. Dezember 2002 |                              |
| Brachwitz          | 1. Juni 2002      |                              |
| Dietersdorf        | 31. Dezember 2002 |                              |
| Feldheim           | 31. Dezember 2002 |                              |
| Klausdorf          | 1. Januar 1974    | Eingemeindung nach Bardenitz |
| Lobbese            | 31. März 2003     |                              |
| Lüdendorf          | 1. Januar 1972    |                              |
| Lühsdorf           | 26. Oktober 2003  |                              |
| Marzahna           | 31. März 2003     |                              |
| Niebel             | 31. Dezember 2002 |                              |
| Niebelhorst        | 31. Dezember 2002 |                              |
| Pechüle            | 1. Januar 1974    | Eingemeindung nach Bardenitz |
| Pflügkuff          | 1. Januar 1974    | Eingemeindung nach Lobbese   |
| Rietz              | 31. Dezember 2002 |                              |
| Schmögelsdorf      | 1. Juli 1950      | Eingemeindung nach Marzahna  |
| Schwabeck          | 1. Juli 1950      | Eingemeindung nach Feldheim  |
| Zeuden             | 1. Januar 1974    | Eingemeindung nach Lobbese   |

### Verwaltungsgeschichte
Treuenbrietzen lag bis 1952 im Landkreis Zauch-Belzig, wurde 1952 durch die Verwaltungsreform in der DDR Teil des Kreises Jüterbog und gehört seit 1993 zum Landkreis Potsdam-Mittelmark.
- 1817: Preußen, Provinz Brandenburg, Landkreis Zauch-Belzig

- 1947: Land Brandenburg, Landkreis Zauch-Belzig

- 1952: Bezirk Potsdam, Kreis Jüterbog

- 1990: Brandenburg, Landkreis Jüterbog

- 1993: Brandenburg, Landkreis Potsdam-Mittelmark

## Bevölkerungsentwicklung
| Jahr | Einwohner |
| ---- | --------- |
| 1875 | 5 466     |
| 1890 | 4 909     |
| 1910 | 5 163     |
| 1925 | 5 793     |
| 1933 | 6 152     |
| 1939 | 8 373     |

| Jahr | Einwohner |
| ---- | --------- |
| 1946 | 8 569     |
| 1950 | 8 418     |
| 1964 | 7 167     |
| 1971 | 7 159     |
| 1981 | 6 468     |
| 1985 | 6 393     |

| Jahr | Einwohner |
| ---- | --------- |
| 1990 | 6 205     |
| 1995 | 6 304     |
| 2000 | 6 037     |
| 2005 | 8 475     |
| 2010 | 7 776     |
| 2015 | 7 379     |

| Jahr | Einwohner |
| ---- | --------- |
| 2020 | 7 423     |
| 2021 | 7 485     |
| 2022 | 7 648     |
| 2023 | 7 543     |
| 2024 | 7 539     |

Gebietsstand des jeweiligen Jahres, Einwohnerzahl: Stand 31. Dezember (ab 1991), ab 2011 auf Basis des Zensus 2011, ab 2022 auf Basis des Zensus 2022
Die Zunahme der Einwohnerzahl 2005 ist auf die Eingliederung mehrerer Gemeinden in den Jahren 2002 und 2003 zurückzuführen.

## Politik

### Stadtverordnetenversammlung
Die Stadtverordnetenversammlung von Treuenbrietzen besteht aus 18 Stadtverordneten und dem hauptamtlichen Bürgermeister. Die Kommunalwahl am 9. Juni 2024 führte zu folgendem Ergebnis:
| Partei / Wählergruppe                              | Stimmenanteil 2019 | Sitze 2019 |  | Stimmenanteil 2024 | Sitze 2024 |
| -------------------------------------------------- | ------------------ | ---------- |  | ------------------ | ---------- |
| Bürgerinteressenvereinigung Stadt und Dörfer (BIV) | 21,9 %             | 4          |  | 22,4 %             | 4          |
| CDU                                                | 15,0 %             | 3          |  | 20,6 %             | 4          |
| AfD                                                | –                  | –          |  | 16,8 %             | 2          |
| Bündnis Stadt und Dörfer (BSD)                     | –                  | –          |  | 14,8 %             | 3          |
| Bündnis 90/Die Grünen                              | 11,1 %             | 2          |  | 12,3 %             | 2          |
| Treuenbrietzener für Stadt und Dörfer (TSD)        | –                  | –          |  | 06,0 %             | 1          |
| Einzelbewerber Thomas Schierwald                   | –                  | –          |  | 04,4 %             | 1          |
| Einzelbewerber Harald Torges                       | –                  | –          |  | 02,0 %             | –          |
| Einzelbewerber Matthias Lindemann                  | –                  | –          |  | 00,8 %             | –          |
| Treuenbrietzener Bürgerverein                      | 18,0 %             | 3          |  | –                  | –          |
| SPD                                                | 15,7 %             | 3          |  | –                  | –          |
| Die Linke                                          | 08,3 %             | 1          |  | –                  | –          |
| FDP                                                | 05,9 %             | 1          |  | –                  | –          |
| Einzelbewerberin Nicole Burger                     | 04,1 %             | 1          |  | –                  | –          |
| Insgesamt                                          | 100 %              | 18         |  | 100 %              | 17         |

Bei der Wahl 2024 entfielen auf die AfD drei Sitze. Da sie nur zwei Kandidaten aufgestellt hatte, bleibt ein Sitz unbesetzt.

### Bürgermeister
- seit Januar 2002: Michael Knape (Treuenbrietzener Bürgerverein)[17]

Knape war bei den Bürgermeisterwahlen 2001 und 2009 für die FDP angetreten, aus der er mit einem großen Teil des Ortsverbandes 2012 ausgetreten ist. Am 24. September 2017 wurde er mit 58,7 % der gültigen Stimmen in seinem Amt bestätigt. Seine Amtszeit beträgt acht Jahre.

### Wappen
| Wappen von Treuenbrietzen | Blasonierung: „In Silber ein zweitürmiges und gequadertes rotes Stadttor. Der Mittelbau zeigt ein geöffnetes Tor mit hochgezogenem schwarzen Fallgatter. Die spitzbedachten, goldbeknauften Türme sind mit je einem kleinen Tor und zwei Fenstern in Schwarz versehen. Über dem Stadttor schwebt ein roter, goldbewehrter mit goldenen Kleestengeln belegter Adler.“                                                                |
| Wappen von Treuenbrietzen | Wappenbegründung: Eine historisch belegte Urkunde von 1311 trug das Siegel der Stadt und damit die älteste bekannte Darstellung des Stadtwappens, das sich seitdem nicht wesentlich verändert hat. Das Wappen wurde am 20. Januar 1993 durch das Ministerium des Innern genehmigt. Das Recht der Stadt Treuenbrietzen, dieses Wappen zu führen, hat das Ministerium des Innern des Landes Brandenburg am 19. Januar 2004 bestätigt. |

### Flagge
Die Flagge der Stadt Treuenbrietzen wurde am 7. November 2005 durch das Ministerium des Innern des Landes Brandenburg bestätigt und wird wie folgt beschrieben:
„Die Flagge ist Blau - Weiß (1:1) gestreift“.

### Dienstsiegel
Das Dienstsiegel zeigt das Wappen der Stadt mit der Umschrift: „STADT TREUENBRIETZEN • LANDKREIS POTSDAM-MITTELMARK“.

### Städtepartnerschaften
Seit 1990 besteht eine Städtepartnerschaft mit der Gemeinde Nordwalde im Kreis Steinfurt in Nordrhein-Westfalen, seit 2010 eine weitere mit der Gemeinde Chiaravalle (Provinz Ancona) in Italien.

## Sehenswürdigkeiten und Kultur
In der Liste der Baudenkmale in Treuenbrietzen und in der Liste der Bodendenkmale in Treuenbrietzen stehen die in der Denkmalliste des Landes Brandenburg eingetragenen Kulturdenkmale.

### Bauwerke

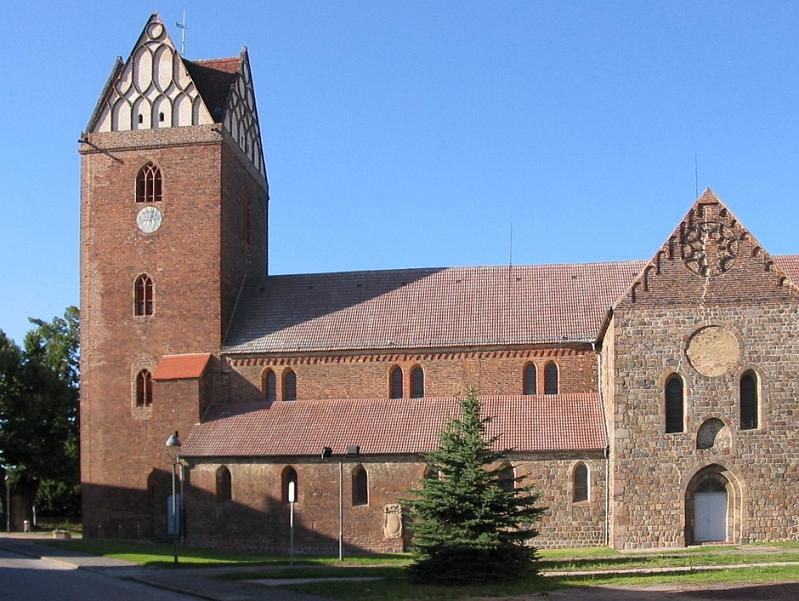
Sankt Marien

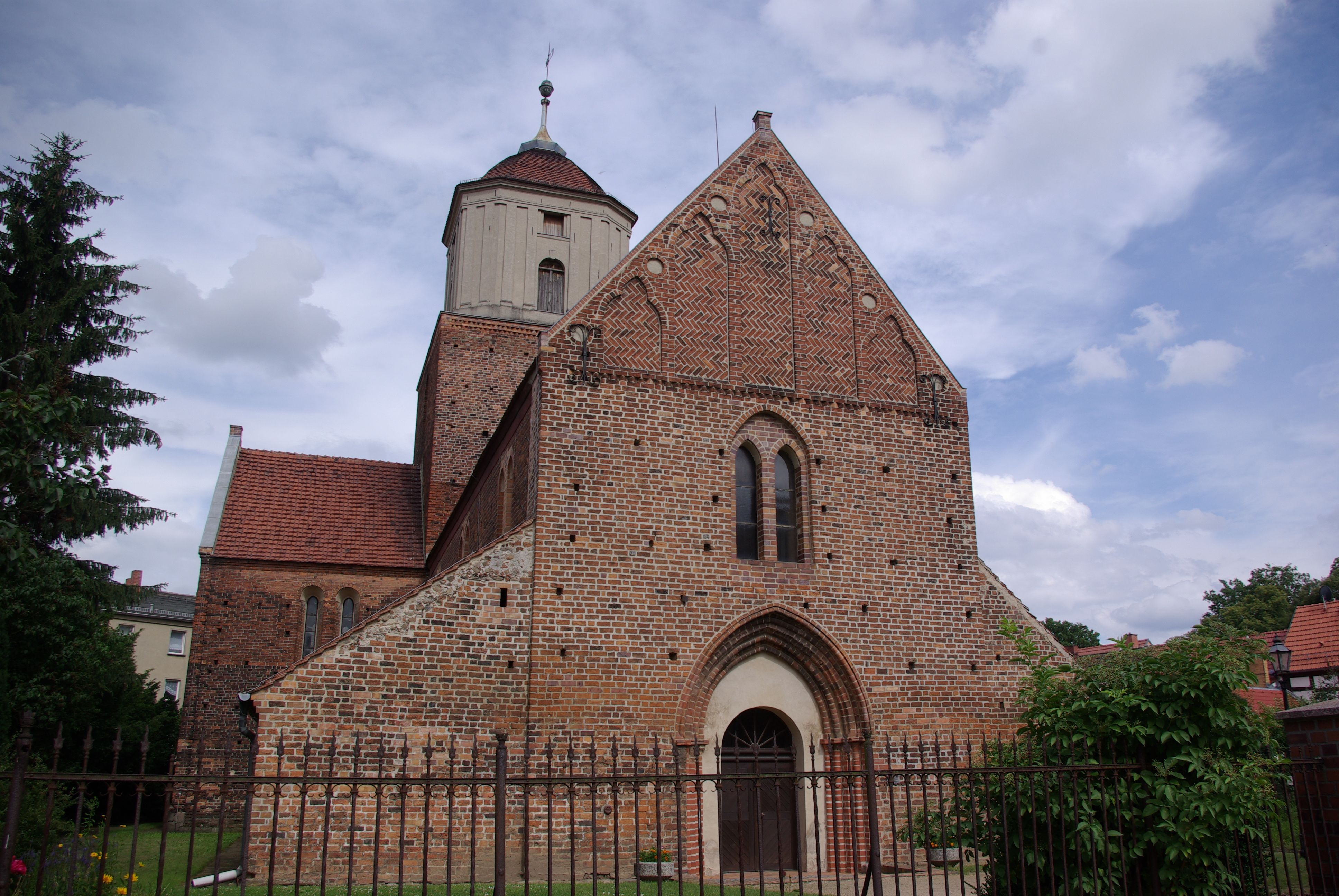
Backsteinkirche Sankt Nicolai

- Hauptpfarrkirche Sankt Marien der Stadt, vor 1217 gegründet und vermutlich ab 1220 als kreuzförmige Pfeilerbasilika erbaut. Begonnen wurde der ursprünglich ungewölbt geplante Bau mit den Ostteilen in sorgfältiger Feldsteintechnik ähnlich dem nahegelegenen Kloster Zinna. Die Apsis mit zwei Reihen von je fünf schlanken Rundbogenfenstern und dem abschließenden Rundbogenfries ist wohl von der Klosterkirche Lehnin inspiriert. Das in der Mitte des 13. Jahrhunderts entstandene Langhaus aus Backstein lehnt sich in seiner Gestaltung ebenfalls an dieses Vorbild an. Der massige Westturm entstand erst 1452 und erhielt Anfang des 16. Jahrhunderts seine vier Ziergiebel. Von besonderer Bedeutung ist die barocke Orgel auf der Westempore. Sie wurde 1740 von Joachim Wagner erbaut und besitzt 30 Register, die auf zwei Manuale und die Pedale verteilt sind.
- Sankt-Nikolai-Kirche: Die von der katholischen Gemeinde genutzte kreuzförmige Gewölbebasilika aus Backstein entstand in der Mitte des 13. Jahrhunderts. Der stilistisch zwischen Romanik und Gotik stehende Bau besitzt einen mächtigen Vierungsturm mit barockem Aufsatz von 1756, welcher in Brandenburg ohne Vergleich dasteht.

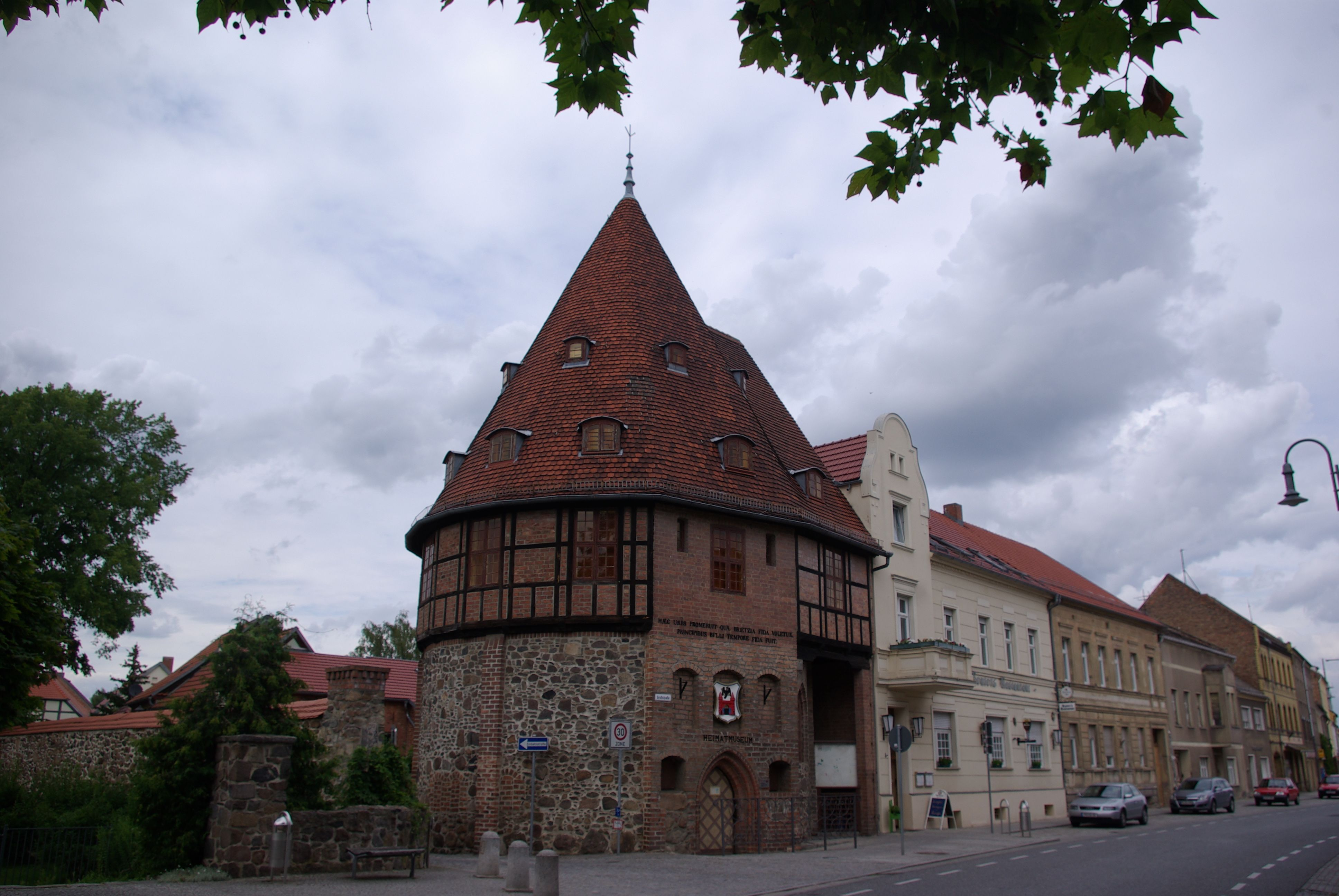
Heilig-Geist-Kapelle

- Heilig-Geist-Kapelle, 1352 erstmals urkundlich erwähnt. Nach dem Dreißigjährigen Krieg verfiel die Kapelle. Im Jahr 1936 wurde die Ruine zum bis heute bestehenden Heimatmuseum ausgebaut.
- Hakenbuden: Ehemalige Handels- und Lagerhäuser, deren Ursprung bis in das 13. Jahrhundert zurückreicht.
- Pulverturm, diente bis 1877 als Pulver- und Munitionsmagazin für die Treuenbrietzener Garnison. Seit Jahren brüten hier auch Störche.
- Rathaus, eines der ältesten Gebäude von Treuenbrietzen., 1290 erstmals als Handels- und Lagerhaus erwähnt
- Stadtmauer, 1296–1305 von Zinnaer Mönchen im Austausch gegen Wasser- und Mühlenrechte gebaut. Sie ist lediglich an einigen wenigen Stellen erhalten.
- Sabinchen-Denkmal des Bildhauers Lothar Sell, 1984 als Hinweis auf die volkstümliche Moritat von Sabinchen  errichtet.

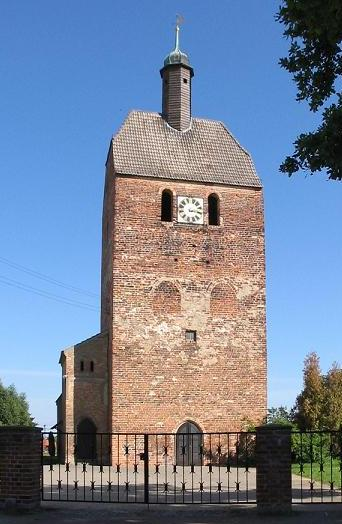
Backsteinkirche Bardenitz

- Dorfkirche Bardenitz aus der ersten Hälfte des 13. Jahrhunderts. Es handelt sich um den einzigen Sakralbau in der Region, der aus Backstein errichtet wurde. Das Bauwerk wurde mehrfach umgebaut. Im 15. Jahrhundert wurden die Apsis sowie die Nord- und Ostseite des Chores abgerissen. Die Südwand blieb stehen und ist heute noch erhalten. Der Chor wurde mit einem geraden Abschluss neu errichtet, höher gezogen und überragt seither das Kirchenschiff. Im Innern befindet sich ein Altaraufsatz aus dem Jahr 1721, der die Kreuzigung Christi zeigt. In der Sakristei steht ein Flügelaltar aus den 1960er Jahren vom Kleinmachnower Bildhauer Hermann Lohrisch.
- Dorfkirche Pechüle, ältester Backsteinbau des Flämings mit einem romanischen Kirchenschiff aus dem 13. Jahrhundert. Die Inneneinrichtung der Kirche ist sehr reichhaltig und wertvoll und stellt ebenfalls eine Seltenheit in der Region dar. Der Turm der Kirche stammt aus dem 15. Jahrhundert.[22]

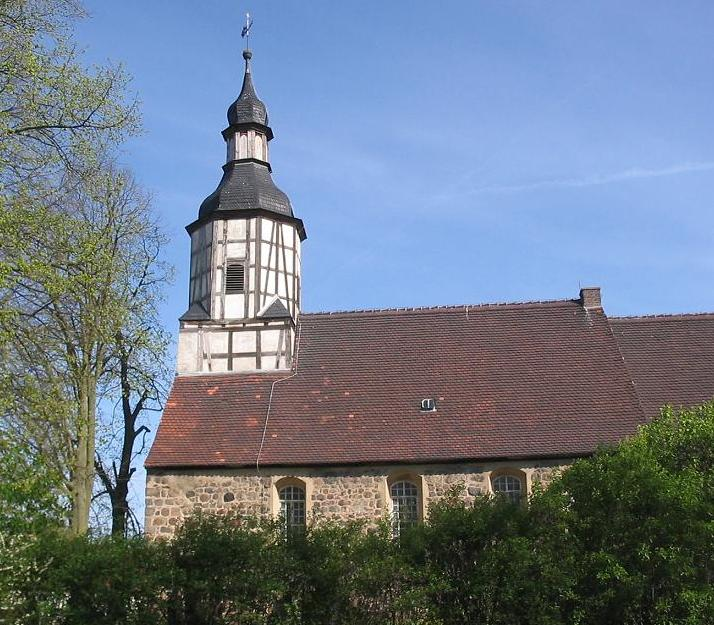
Feldsteinkirche Marzahna

- Romanische Feldsteinkirche in Lobbese, um das Jahr 1200 errichtet. In der neogotischen Dorfkirche Lühsdorf aus dem Jahr 1901 befindet sich eine bauzeitliche Kirchenausstattung. Die Dorfkirche in Klausdorf entstand In den Jahren 1907 und 1908 als neubarocke Saalkirche. Die schlichte Ausstattung stammt aus der Bauzeit. Ein Förderverein engagiert sich seit 2010 für den Erhalt des Bauwerks.

### Stadtpark und Geschichtsdenkmale
- Stadtpark Treuenbrietzen, geht auf den Treuenbrietzener Bürger Carl August Pauckert zurück, mit einem Ehrenhain für die Gefallenen des Deutsch-Französischen Krieges 1870/1871, einen Gedenkstein für den jüdischen Friedhof sowie für die Opfer aus dem Ersten und Zweiten Weltkrieg. Daran grenzt die Gedenkstätte Triftfriedhof für über 450 Tote der letzten Tage des Zweiten Weltkriegs.[23]
- Gedenkstein von 1982 im Wald westlich des Werksgeländes Selterhof für ermordete sowjetische Zwangsarbeiter
- Stolpersteine in der Großstraße zur Erinnerung an das jüdische Ehepaar Slotowski, das  deportiert und 1942 ermordet wurde
- Denkmal für den Komponisten Christoph Nichelmann
- Martin-Chemnitz-Gedenkstein an der Marienkirche

### Naturdenkmale
Treuenbrietzen gehört zu dem 1999 gebildeten Naturpark Nuthe-Nieplitz. Unmittelbar am Nordhang der Endmoräne Fläming gelegen, ist die Region um Treuenbrietzen ein reiches Quellgebiet verschiedener Fließe, die der Nieplitz Wasser zuführen. Auch die Nieplitz entspringt im tiefsten Fläminger Wald südlich des Dorfes Frohnsdorf, das heute als Ortsteil zu Treuenbrietzen zählt. Unweit der Nieplitz-Quelle haben die wandernden Gletscher riesige Findlinge hinterlassen wie den Bischofstein bei Rietz, den Bismarckstein, Schneiderstein und Schäferstein an der B 2 zwischen Treuenbrietzen und Dietersdorf oder den Landwehrmannstein, die auf dem ausgeschilderten Wanderweg Steintour besichtigt werden können, der auch an der Flussquelle vorbeiführt.

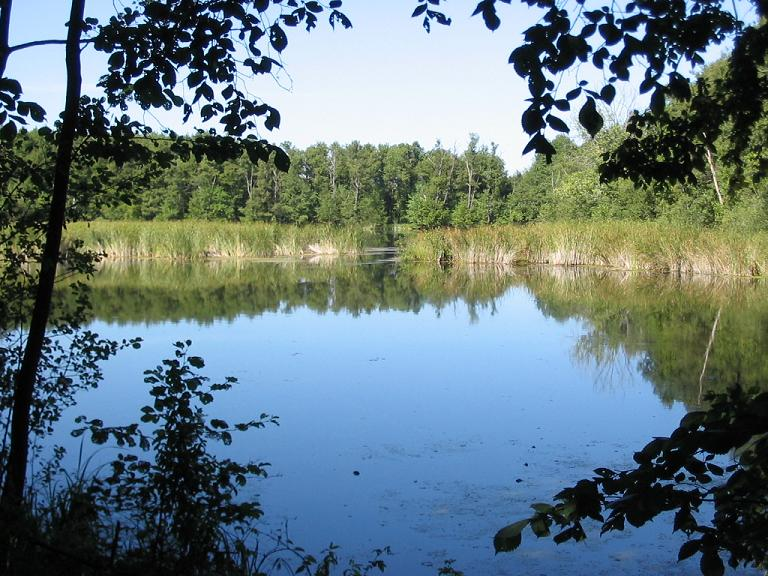
See im NSG Zarth

Östlich von Treuenbrietzen liegt das sumpfige und waldreiche Naturschutzgebiet Zarth, dessen Name aus dem Slawischen kommt und Teufelswald bedeutet. Anders als der überwiegende Teil des Naturparks und anders auch als sein naturgeschütztes Kerngebiet Nuthe-Nieplitz-Niederung mit in der Regel offenen, weiten Landschaften und kleinräumigen Biotopwechseln ist das NSG Zarth ein fast urwaldähnliches feuchtes und dichtes Waldgebiet, das mit seinem weitgehend unzugänglichen Bruchwald an den Spreewald erinnert. An der Nordgrenze führt das Bardenitzer Fließ vorbei, und im NSG selbst, obwohl am Rande des Höhenzuges bereits in der Niederung Baruther Urstromtal gelegen, entspringen mehrere Fließe und bilden Tümpel und kleinere Seen. An den feuchtesten Stellen finden sich die biotop-typischen Schwarzerlen und Eschen und in etwas höheren Lagen ein heute in Brandenburg sehr seltener Stieleichen-Hainbuchen-Wald. Etwa 340 Pflanzenarten wurden gezählt, darunter allein fünf verschiedene Orchideenarten, ferner kommen die Prachtnelke und die Süße Wolfsmilch vor. Die Europäische Sumpfschildkröte findet die nötigen klaren Bäche vor und der sehr seltene Schwarzstorch die bevorzugten Verstecke im dichten Wald. Das besonders geschützte NSG Zarth kann und darf nur auf einem Weg durchquert werden, der Treuenbrietzen mit dem südöstlich gelegenen Dorf Bardenitz verbindet. Hier finden sich auch Seen als Reste ehemaliger Torfstiche.

### Sabinchenstadt

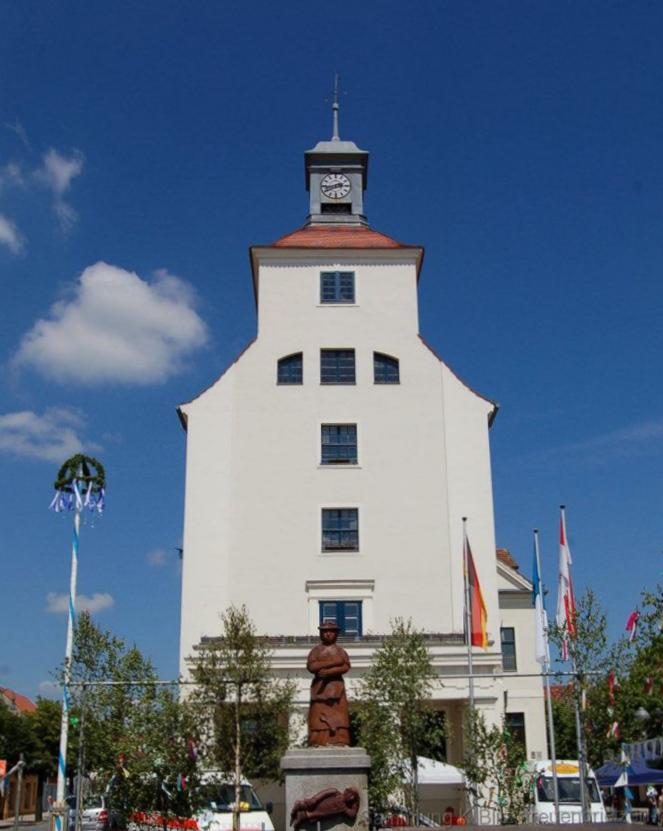
Rathaus mit Sabinchenbrunnen

Bekannt ist der Name der Stadt unter anderem durch das Küchenlied Sabinchen war ein Frauenzimmer, in dessen erster Strophe Treuenbrietzen erwähnt wird:
„Da kam aus Treuenbrietzen
Ein junger Mann daher,
Der wollte so gerne Sabinchen besitzen
Und war ein Schuhmacher.“
Vor dem Rathaus wurde 1984 für „Sabinchen“ ein Denkmal errichtet. Im Juni finden alljährlich die Sabinchenfestspiele mit einem Festumzug und der Kür des neuen Sabinchenpaares statt.

### Kammerspiele
Ein weiteres, mittlerweile zur Sehenswürdigkeit der Stadt gewordenes Bauwerk sind die Kammerspiele Treuenbrietzen. Das Lichtspieltheater mit 500 Plätzen wurde 1938 errichtet. Das privat geführte Kino wurde nach Kriegsende an den VEB Lichtspiele verkauft. Nach 1989 wurde es von der Treuhandgesellschaft verwaltet und der Spielbetrieb bis 1992 aufrechterhalten. Da eine Vermarktung nicht möglich war, übernahm die Vermögensverwaltung des Bundes die weitere Betreuung. Seitdem stand das Haus ungenutzt und war dem Verfall preisgegeben.
Im Jahr 2002 fanden sich Bürger aus Treuenbrietzen und Umgebung mit dem Ziel zusammen, den Verfall zu beenden und das Kino als eingetragenes Einzeldenkmal wieder zu beleben. Die Kammerspiele sollten für die Bürger eine kulturelle Aufführungs-, Versammlungs- und Begegnungsstätte werden und Kino bleiben. Die Kammerspiele werden nun vom Kinoförderverein Treuenbrietzen betrieben und verwaltet.

## Wirtschaft und Infrastruktur

### Unternehmen
Der Gemeindeteil Feldheim versorgt sich selbständig mit Energie und ist damit das erste Dorf in Brandenburg, das energieautark ist.
Das Johanniter-Krankenhaus Treuenbrietzen verfügt über 391 Betten in drei Fachkliniken (Rheumatologie, Psychiatrie, Pneumologie). Es ist aus der Brandenburgischen Provinzialanstalt (eröffnet 1916), dem späteren Kreiskrankenhaus Treuenbrietzen (ab 1950er Jahre) hervorgegangen, und wurde am 1. Januar 1994 vom Johanniterorden in seine Trägerschaft übernommen und zur Fachklinik ausgebaut.
Das Johanniter-Krankenhaus betreibt im Ort eine Pflegeschule mit 65 Ausbildungsplätzen.

### Waldbrände und Waldumbau

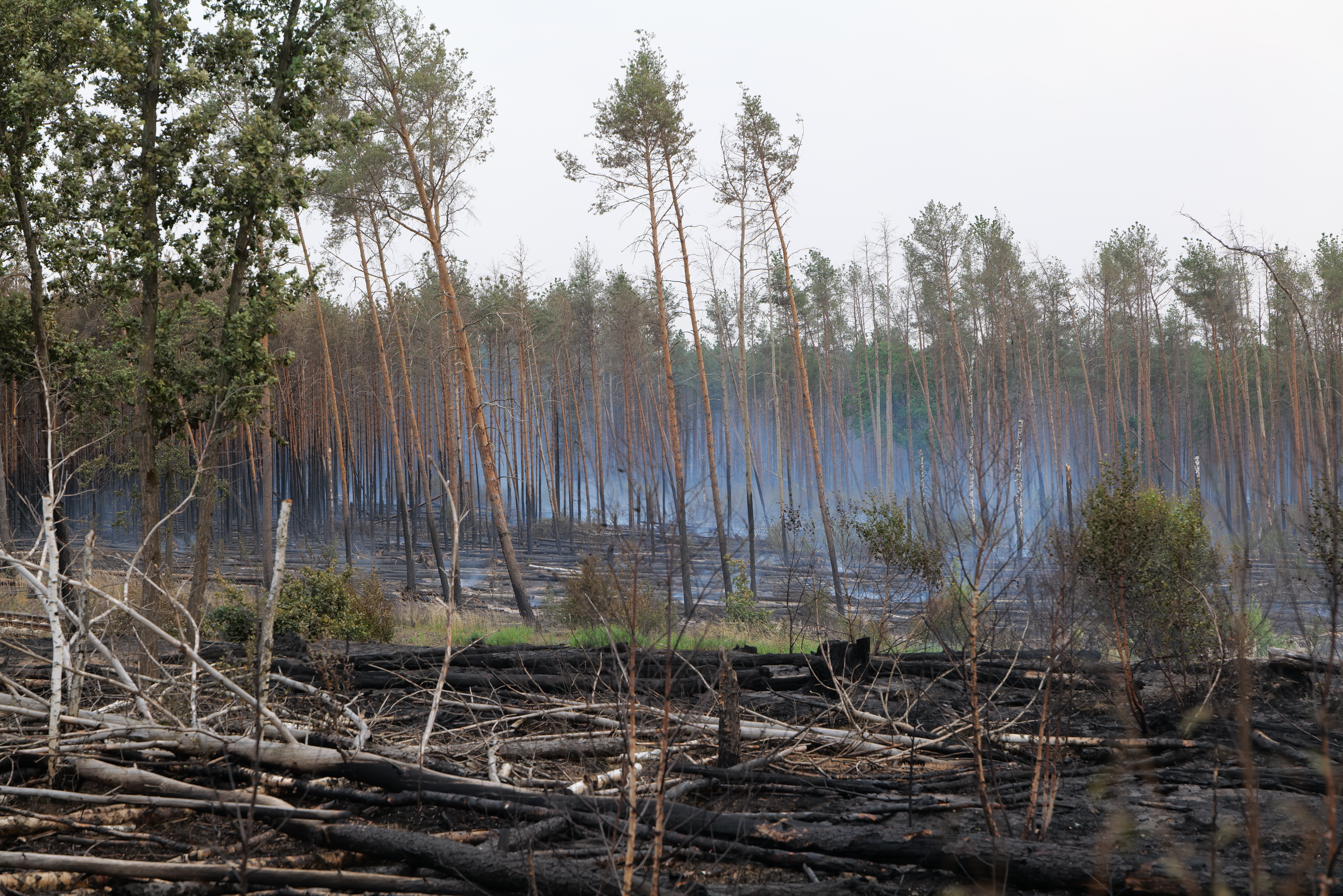
Waldbrand im Juni 2022

Ende August 2018 kam es vor allem auf den Gebieten der Orte Frohnsdorf, Tiefenbrunn und Klausdorf südöstlich von Treuenbrietzen nach wochenlanger extremer Trockenheit auf rund 400 Hektar zu tagelangen schweren Waldbränden, die bundesweite Beachtung fanden. Mehr als 500 Personen mussten aufgrund des Brandes zeitweilig evakuiert werden. Im Juni 2022 brach an gleicher Stelle erneut ein großer Waldbrand aus. Da das Gebiet mit Munition belastet ist, ist eine Bekämpfung von Bränden nur schwer möglich. Dieser Brand breitete sich binnen zwei Tagen auf 200 Hektar Fläche aus, mehr als 600 Personen aus Tiefenbrunnen, Frohnsdorf und Klausdorf wurden vorsorglich evakuiert.
Aufgrund der Waldbrandgefahren sowie wegen der Folgen des Orkans Kyrill von 2007 beabsichtigt das zuständige Forstamt, die bisherige Monokultur aus Kiefern allmählich aufzugeben und durch Waldumbau einen Mischwald vor allem mit Buchen, Birken und Eichen zu schaffen. Der Waldökologe Pierre Ibisch von der Hochschule für nachhaltige Entwicklung Eberswalde arbeitet gemeinsam mit acht anderen Institutionen im Projekt „Pyrophob“ (d. h. feuerabweisend) auf 28 Hektar Versuchsfläche an der Wiederaufforstung mit Birken, Zitterpappeln, Linden, Hainbuchen, Eichen und Salweiden. Teile dieser erst 2020 angelegten Versuchsflächen brannten im Jahr 2022 erneut ab.

### Verkehr

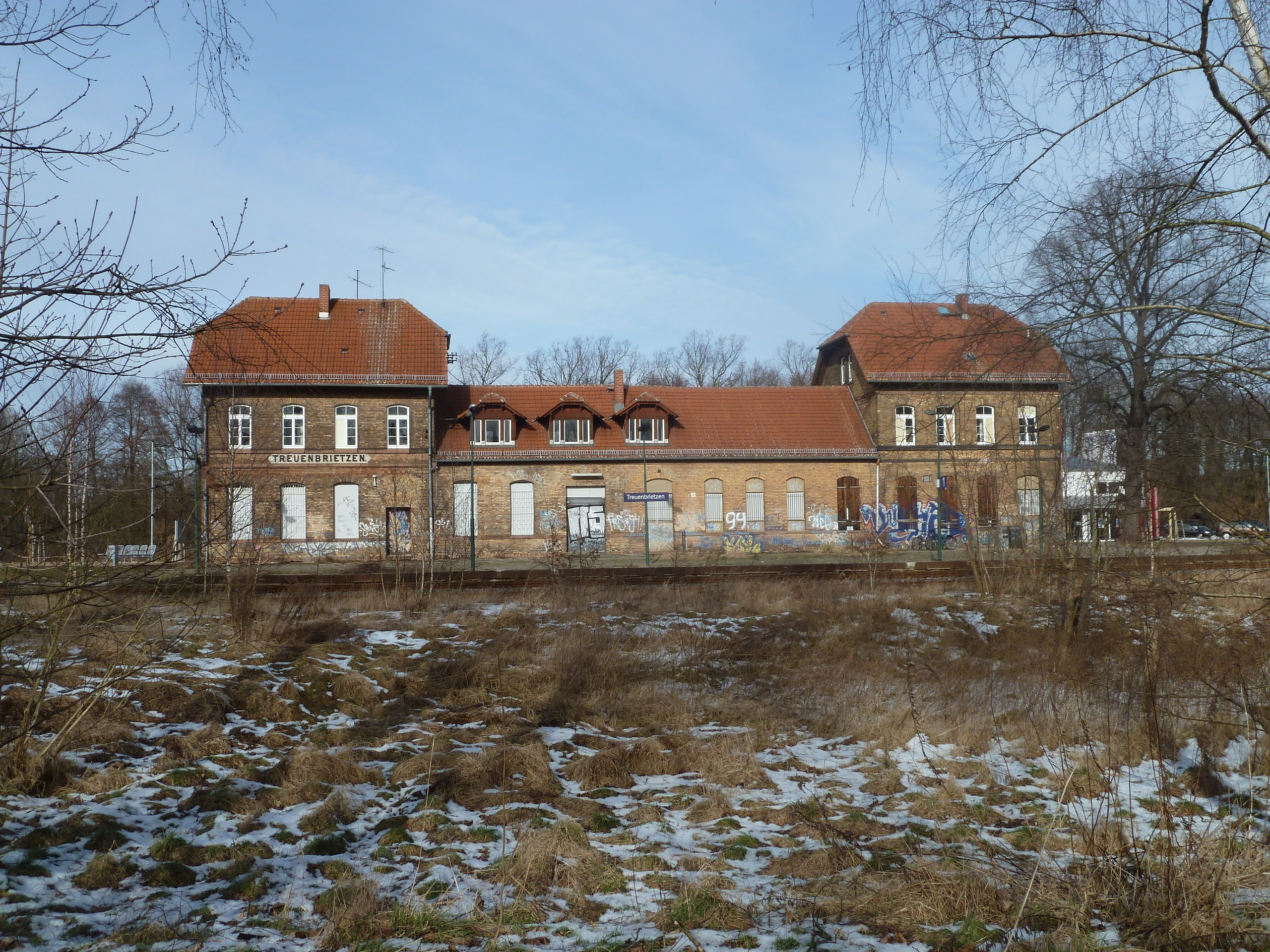
Bahnhof

Der Bahnhof Treuenbrietzen und der Haltepunkt Treuenbrietzen Süd liegen an der Bahnstrecke Jüterbog–Nauen. Sie werden von der Regionalbahnlinie RB 33 von Potsdam nach Jüterbog im Stundentakt bedient.
Die Brandenburgische Städtebahn nach Belzig über Niemegk wurde 1962 eingestellt.
Durch die Regiobus Potsdam-Mittelmark und Sabinchen Touristik ist Treuenbrietzen mit einer PlusBus- sowie weiteren Regionalbuslinien erreichbar.
Die Bundesstraßen B 2 zwischen Beelitz und Lutherstadt Wittenberg sowie B 102 zwischen Niemegk und Jüterbog kreuzen sich in der Stadt. Die nächstgelegenen Autobahnanschlussstellen sind Brück (9 km) und Niemegk (14 km)  an der A 9 Berlin–München.

### Öffentliche Einrichtungen
- In der Stadt existieren zwei Tagespflegestätten für Kinder, zwei Kindertagesstätten, eine Kindertagesbetreuung, eine Naturkita sowie eine evangelische Kindertagesstätte.
- Die Stadt betreibt weiterhin eine integrative Kindertagesbetreuung, die Grundschule „Albert Schweitzer“ sowie die Gesamtschule Treuenbrietzen.

### Sport
- Anlässlich des 112. Deutschen Wandertages stellte die Stadt ein neues Wegeleitsystem für Wanderer vor. Auf mehreren ausgewiesenen Wanderwegen kann die Stadt beispielsweise auf einer 20 Kilometer langen Landschaftstour, einer 34 Kilometer langen Steintour oder der 26 Kilometer langen Energietour erkundet werden.
- In Treuenbrietzen und Dietersdorf gibt es Freibäder.

## Persönlichkeiten

### Söhne und Töchter der Stadt

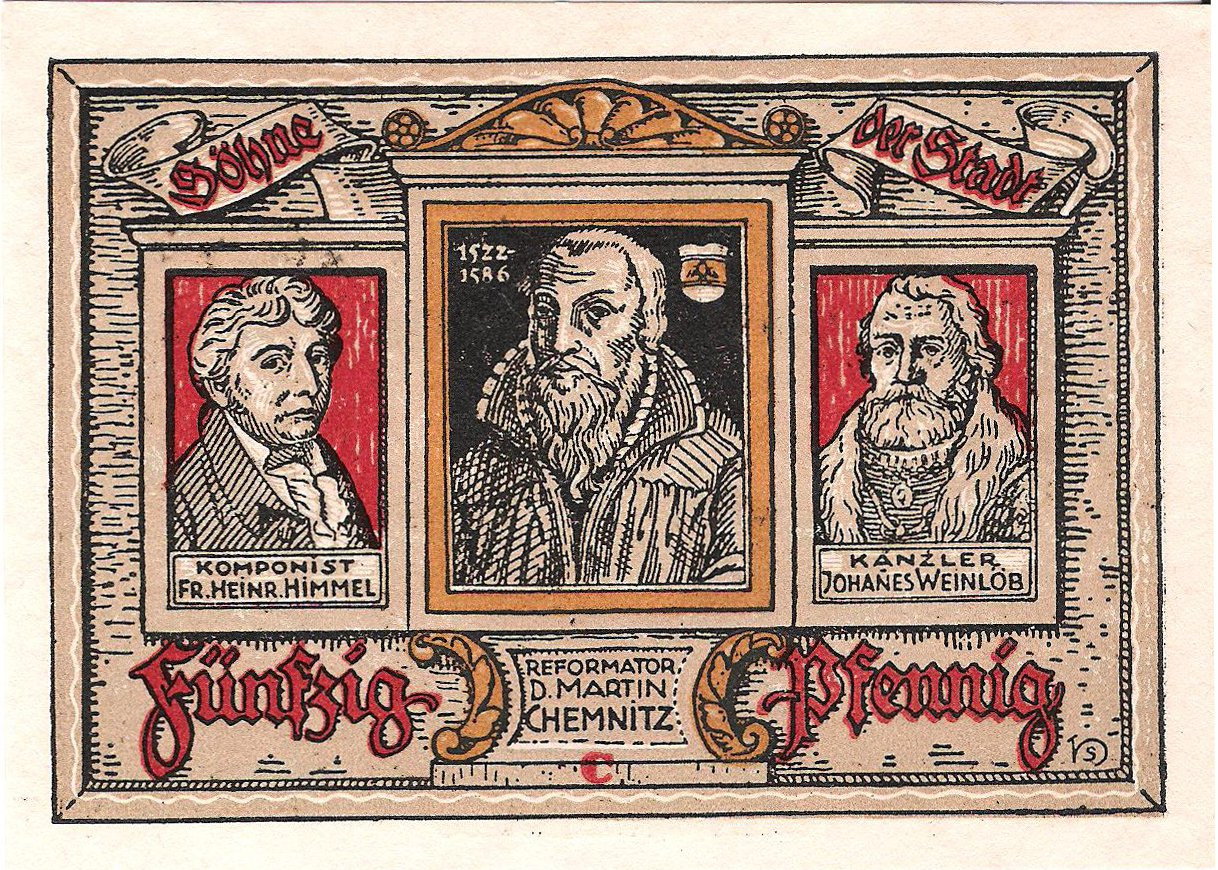
Friedrich Heinrich Himmel, Martin Chemnitz und Johann Weinlob auf einem Notgeldschein, Treuenbrietzen 1921

- Heinrich Vritzen († 1380), Laienbruder, Stifter
- Johann Weinlob († 1558), Kanzler des Kurfürsten Joachim II. von Brandenburg
- Martin Chemnitz (1522–1586), lutherischer Theologe
- Johann von Köppen (1531–1611), deutscher Rechtswissenschaftler
- Michael Schernack (1622–1675), Pfarrer, Liederdichter
- Christoph Nichelmann (1717–1762), Cembalist, Komponist, Musiktheoretiker
- Aaron Isaak (1730–1816), Gründer der ersten schwedischen jüdischen Gemeinde
- Friedrich Heinrich Himmel (1765–1814), Komponist
- Johann Tobias Turley (1773–1829), Weißbäcker, ab 1796 Orgelbauer
- Felix von Borcke (1784–1863), preußischer Generalleutnant
- Johann Friedrich Turley (1804–1855), Orgelbauer
- Gottlob Ludwig Rabenhorst (1806–1881), Botaniker
- Wilhelm Büchner (1807–1891), Pädagoge und Philologe, geboren in Bardenitz
- Max Krause (1838–1913), Papierfabrikant
- Hermann Schnee (1840–1926), Maler
- Hermann Busse (1846–1920), Seifenfabrikant und Amateur-Archäologe
- Gottfried Krüger (1863–1941), Mediziner und Heimatforscher, Ehrenbürger von Wittenberg
- Heinrich von Hadeln (1871–1940), Generalleutnant
- Richard Dressler (1872–1931), Kapitän des Deutschen Schulschiff-Vereins
- Martin Knopf (1876–1944), Kapellmeister und Komponist, NS-Opfer
- Hanns Horst Heise (1913–1992), General der Bundeswehr
- Manfred Brüning (1939–1964), Radrennfahrer, geboren in Lüdendorf
- Lothar Sell (1939–2009), Grafiker und Bildhauer
- Eckart Roloff (* 1944), Journalist und Medienforscher
- Sylvia Hagen (* 1947), Bildhauerin
- Karl-Heinz Stahr (* 1950), Ringer, Vize-Weltmeister
- Henry Maske (* 1964), Olympiasieger und Weltmeister im Profi-Boxen
- Eric Fish (* 1969), Frontmann der Band Subway to Sally

### Mit der Stadt verbundene Persönlichkeiten

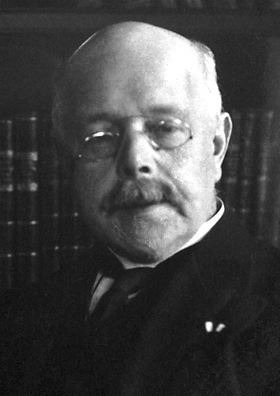
Walther Nernst

- Friedrich von Seidel (1554–1599), Bürgermeister in Treuenbrietzen von 1591 bis 1599
- Georg Christian Schemelli (ca. 1678–1762), Kantor in Treuenbrietzen und Verfasser eines Musicalischen Gesang-Buches, an dem auch Johann Sebastian Bach mitwirkte
- Christian Gottlieb Gilling (1735–1789), Pfarrer in Zeuden
- Walther Nernst (1864–1941), Physiker und Chemiker, Nobelpreisträger, kaufte 1907 das Rittergut Rietz
- Christian Friedrich Gottlieb Wilke (1769–1848), Organist
- Ernst-Peter Rabenhorst (* 1940), Ortschronist in Treuenbrietzen sowie ehemaliger Botschafter der DDR in der VDR Jemen
- Ingo Kühl (* 1953), Maler und Bildhauer, malte 1998 in Treuenbrietzen vier großformatige Ölbilder zum Thema Vier Jahreszeiten für das dortige Johanniter-Krankenhaus.[38]
- Baal Müller (* 1969), Schriftsteller, Verleger und Journalist, lebt seit 2010 in Treuenbrietzen und ist seit 2024 dort Stadtverordneter.